# Eleodes opaca
Eleodes opaca es una especie de escarabajo del género Eleodes, tribu Amphidorini, familia Tenebrionidae. Fue descrita científicamente por Say en 1824.
Se mantiene activa durante los meses de febrero, abril, mayo, junio, julio, agosto, septiembre, octubre y noviembre.

## Descripción
Mide aproximadamente 12,5 milímetros de longitud.

## Distribución
Se distribuye por Canadá, México y Estados Unidos.